# Bernd Duvigneau
Bernd Duvigneau, född den 3 december 1955 i Magdeburg, Östtyskland, är en östtysk kanotist.
Han tog OS-brons i K-4 1000 meter i samband med de olympiska kanottävlingarna 1976 i Montréal.
Han tog därefter OS-guld på samma distans i samband med de olympiska kanottävlingarna 1980 i Moskva.